# Wang Luyan
 (août 2014).
Wang Luyan, né en 1956 à Pékin est un peintre, sculpteur et concepteur d'installations chinois. Il est considéré comme l'éclaireur de l'avant-garde artistique chinoise[réf. nécessaire]. Ses débuts artistiques sont liés à l'art conceptuel.